# Communauté de communes le Pays du Royans
Die Communauté de communes le Pays du Royans ist ein ehemaliger französischer Gemeindeverband mit Rechtsform einer Communauté de communes im Département Drôme, dessen Verwaltungssitz sich in dem Ort Saint-Jean-en-Royans befand. Sein Name bezog sich auf die Landschaft Royans, die die Ausläufer des Vercors-Gebirges bis zum linken Ufer der Isère umfasst. Der im Juli 1997 gegründete Gemeindeverband bestand aus 13 Gemeinden auf einer Fläche von 253,4 km2.

## Aufgaben
Zu den vorgeschriebenen Kompetenzen gehörten die Entwicklung und Förderung wirtschaftlicher Aktivitäten und des Tourismus sowie die Raumplanung auf Basis eines Schéma de Cohérence Territoriale. Der Gemeindeverband betrieb die Straßenmeisterei, die Abwasserentsorgung (teilweise) und die Müllabfuhr und -entsorgung. Zusätzlich baute und unterhielt der Verband Kultur- und Sporteinrichtungen sowie eine interkommunale Musikschule und förderte Veranstaltungen in diesen Bereichen.

## Historische Entwicklung
Der Gemeindeverband fusionierte mit Wirkung vom 1. Januar 2017 mit der Communauté de communes du Vercors und bildete so die Nachfolgeorganisation Communauté de communes du Royans-Vercors.

## Ehemalige Mitgliedsgemeinden
Folgende 13 Gemeinden gehören der Communauté de communes le Pays du Royans an:
| Gemeinde                 | Einwohner 1. Januar 2022 | Fläche km² | Dichte Einw./km² | Code INSEE | Postleitzahl |
| ------------------------ | ------------------------ | ---------- | ---------------- | ---------- | ------------ |
| Bouvante                 | 211                      | 83,9       | 3                | 26059      | 26190        |
| Échevis                  | 56                       | 11,1       | 5                | 26117      | 26190        |
| La Motte-Fanjas          | 197                      | 4,8        | 41               | 26217      | 26190        |
| Le Chaffal               | 37                       | 11,6       | 3                | 26066      | 26190        |
| Léoncel                  | 46                       | 43,0       | 1                | 26163      | 26190        |
| Oriol-en-Royans          | 513                      | 16,0       | 32               | 26223      | 26190        |
| Rochechinard             | 130                      | 9,8        | 13               | 26270      | 26190        |
| Sainte-Eulalie-en-Royans | 542                      | 6,1        | 89               | 26302      | 26190        |
| Saint-Jean-en-Royans     | 2.827                    | 27,9       | 101              | 26307      | 26190        |
| Saint-Laurent-en-Royans  | 1.383                    | 27,4       | 50               | 26311      | 26190        |
| Saint-Martin-le-Colonel  | 225                      | 3,2        | 70               | 26316      | 26190        |
| Saint-Nazaire-en-Royans  | 821                      | 3,5        | 235              | 26320      | 26190        |
| Saint-Thomas-en-Royans   | 582                      | 5,2        | 112              | 26331      | 26190        |